# Saint-Gérons
 Saint-Gérons  es una población y comuna francesa, situada en la región de Auvernia, departamento de Cantal, en el distrito de Aurillac y cantón de Laroquebrou.

## Demografía
| 306 | 278 | 191 | 178 | 179 | 177 |
| Para los censos de 1962 a 1999 la población legal corresponde a la población sin duplicidades (Fuente: INSEE [Consultar]) |     |     |     |     |     |